# クモマベニヒカゲ
クモマベニヒカゲ（雲間紅日陰、学名：Erebia ligea (Linnaeus, 1758)）は、タテハチョウ科ベニヒカゲ属に分類される小型のチョウの1種。

## 分布と生息環境
ユーラシア大陸北部に分布する。
日本では北海道（利尻島、大雪山系）と本州（八ヶ岳、飛騨山脈、木曽山脈、赤石山脈、白山）に分布する。北海道のものは亜種（Erebia ligea rishirizana Matsumura, 1928）、本州のものは亜種（Erebia ligea takanonis Matsumura, 1909）。北海道では主に標高800 m以上の高地帯、本州では主に標高1,800 m以上の亜高山帯から高山帯にかけて分布する高山蝶。分布は局所的な傾向が強い。
草地に生息する。高山帯下部の森林限界付近に多く、ダケカンバやミヤマハンノキなどの疎林に囲まれた草地を好む。ベニヒカゲよりも高標高地に生息し、混生することも多い。

## 形態
前翅長が22-28 mmの小型のチョウ。翅の表は濃茶褐色で、外中央に橙色帯があり、その内部には眼状紋または黒斑が並ぶ。翅の裏は表とほぼ同様だが、後翅は表とほぼ同様または帯が走る。前翅の表の橙色帯内の眼状紋は通常4-5個。表裏の縁毛は純白色で目立つ。後翅の裏面の外中央部の橙色帯および内部の眼状紋は明瞭で、橙色帯の内側に白帯（白色条線）がある。一般に表の橙色帯に連なる眼状紋の小白点はメスがオスよりもより明瞭。翅形はメスはオスよりも丸みを帯びる。腹部はメスは太く、オスは細長い。後翅裏の橙色や白帯は、メスがオスよりもやや発達しやすい。

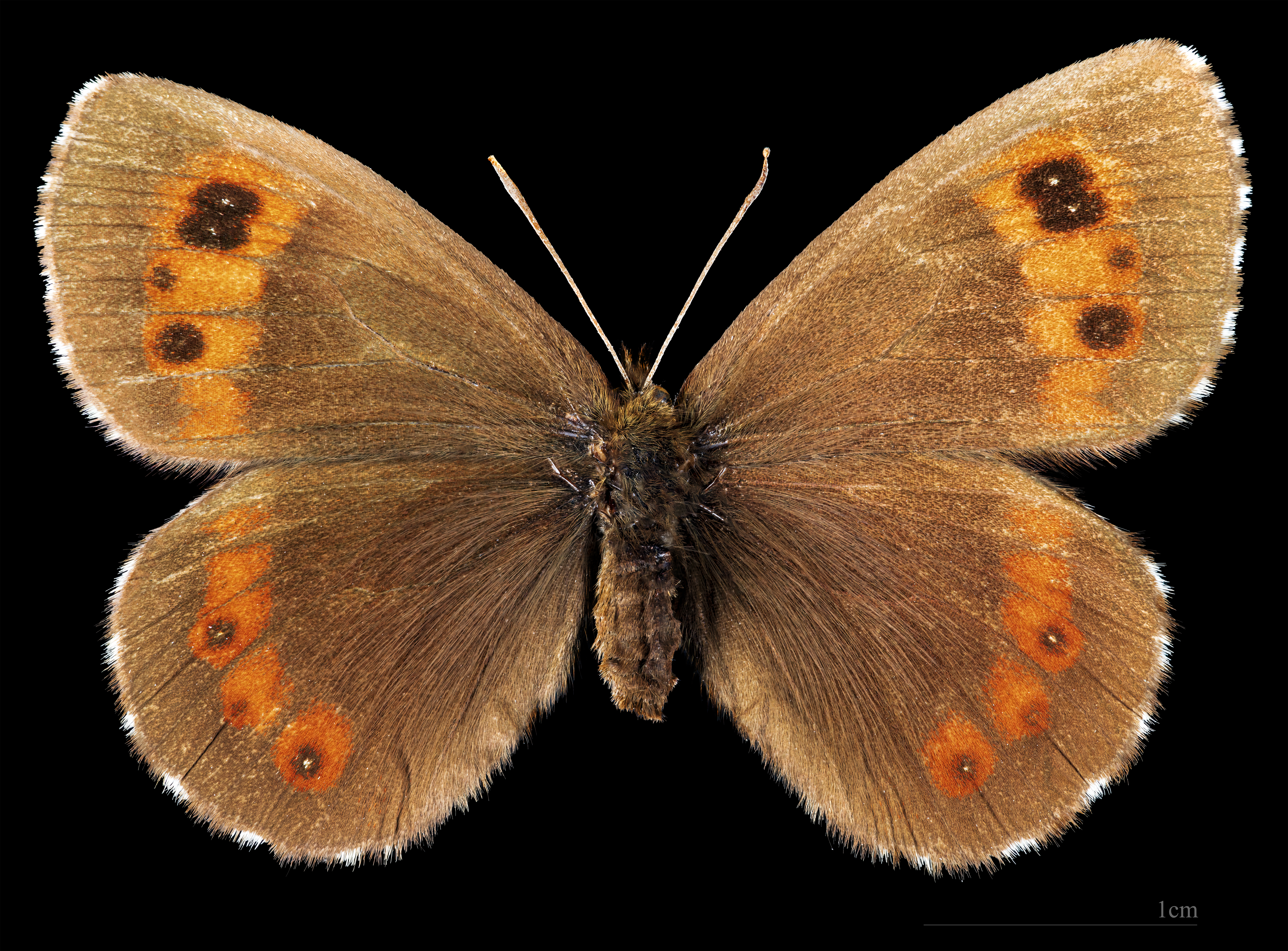
Erebia ligea ligea ♀
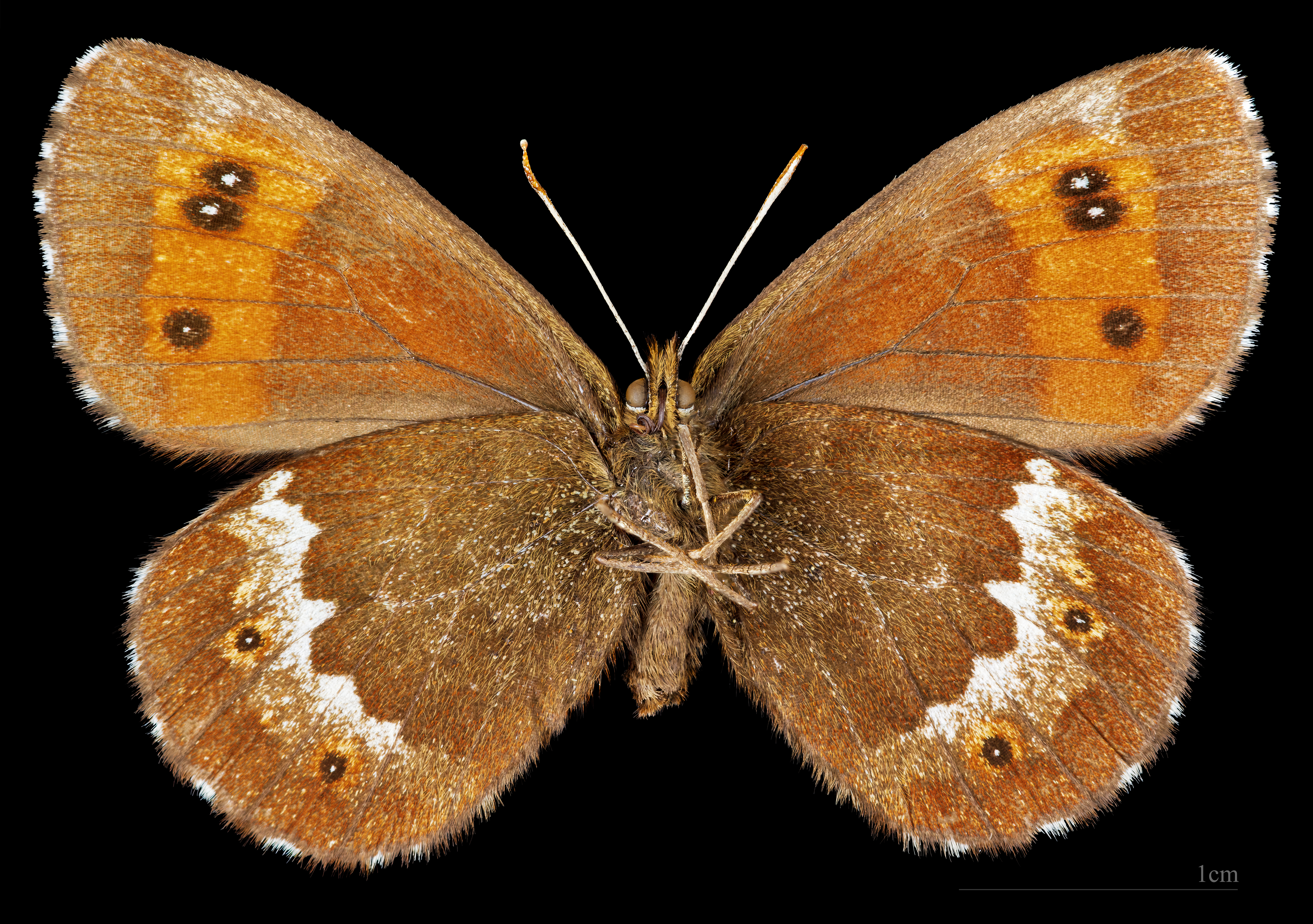
Erebia ligea ligea  ♀ △

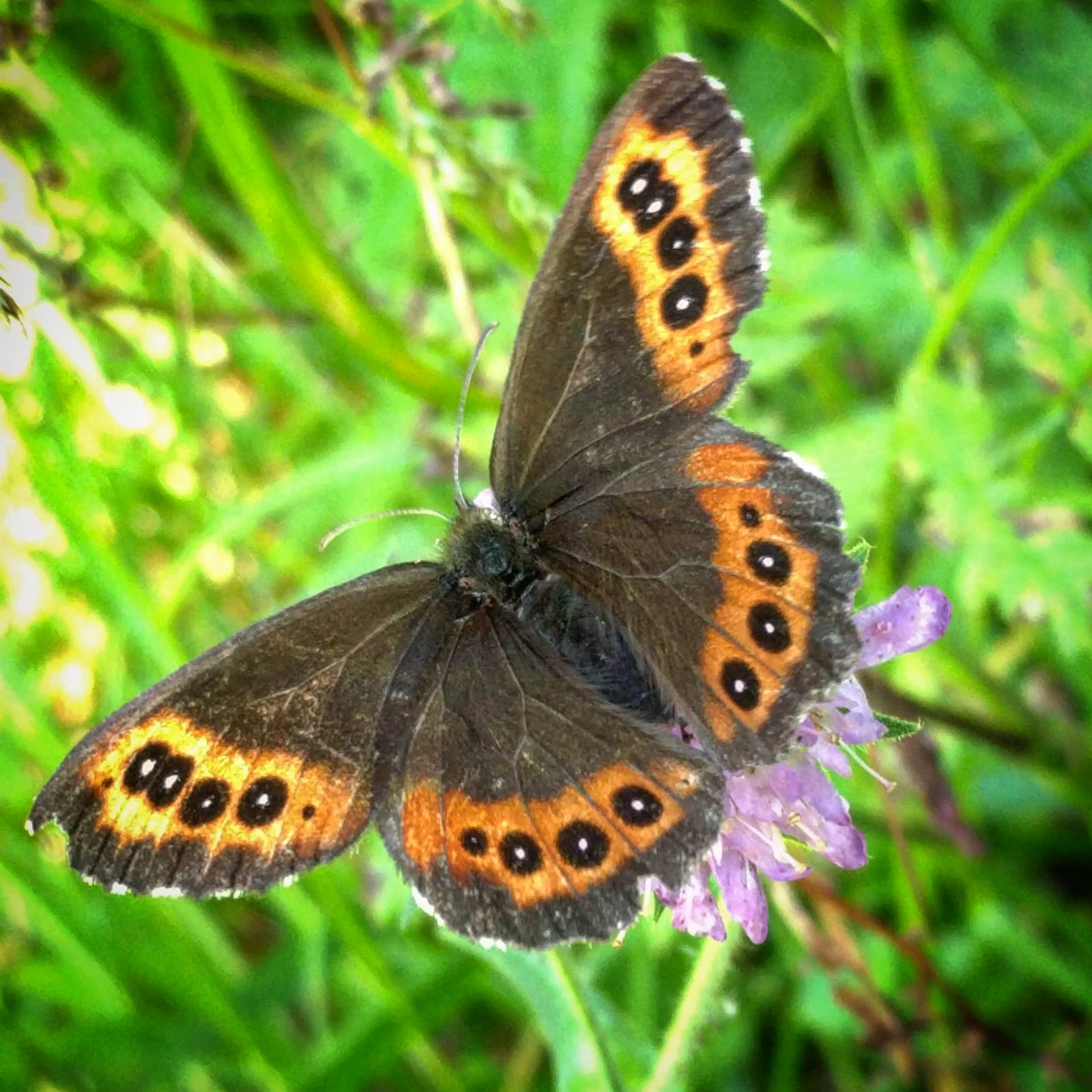
表：メス 橙色帯に連なる眼状紋の小白点が目立つ
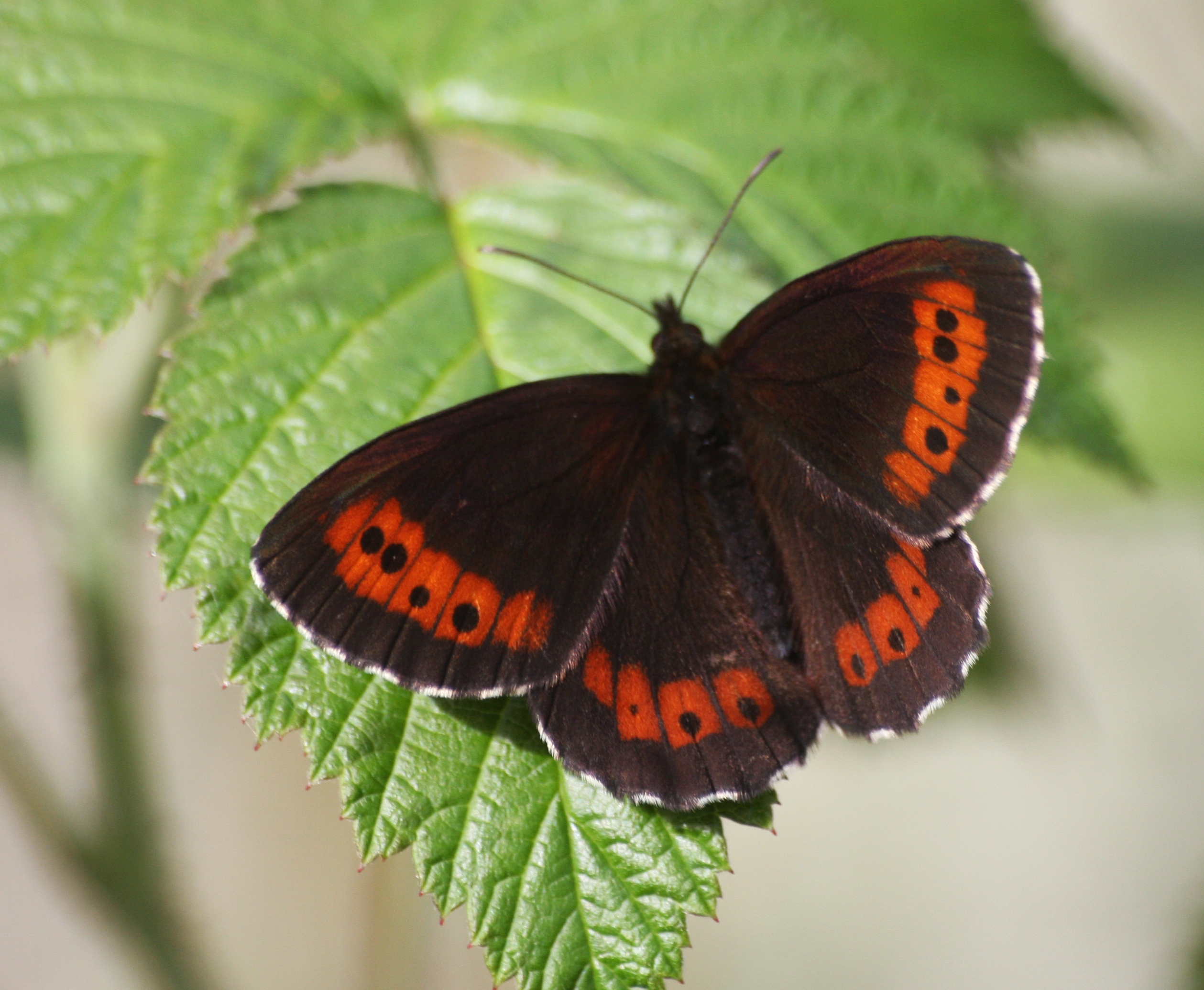
表：オス
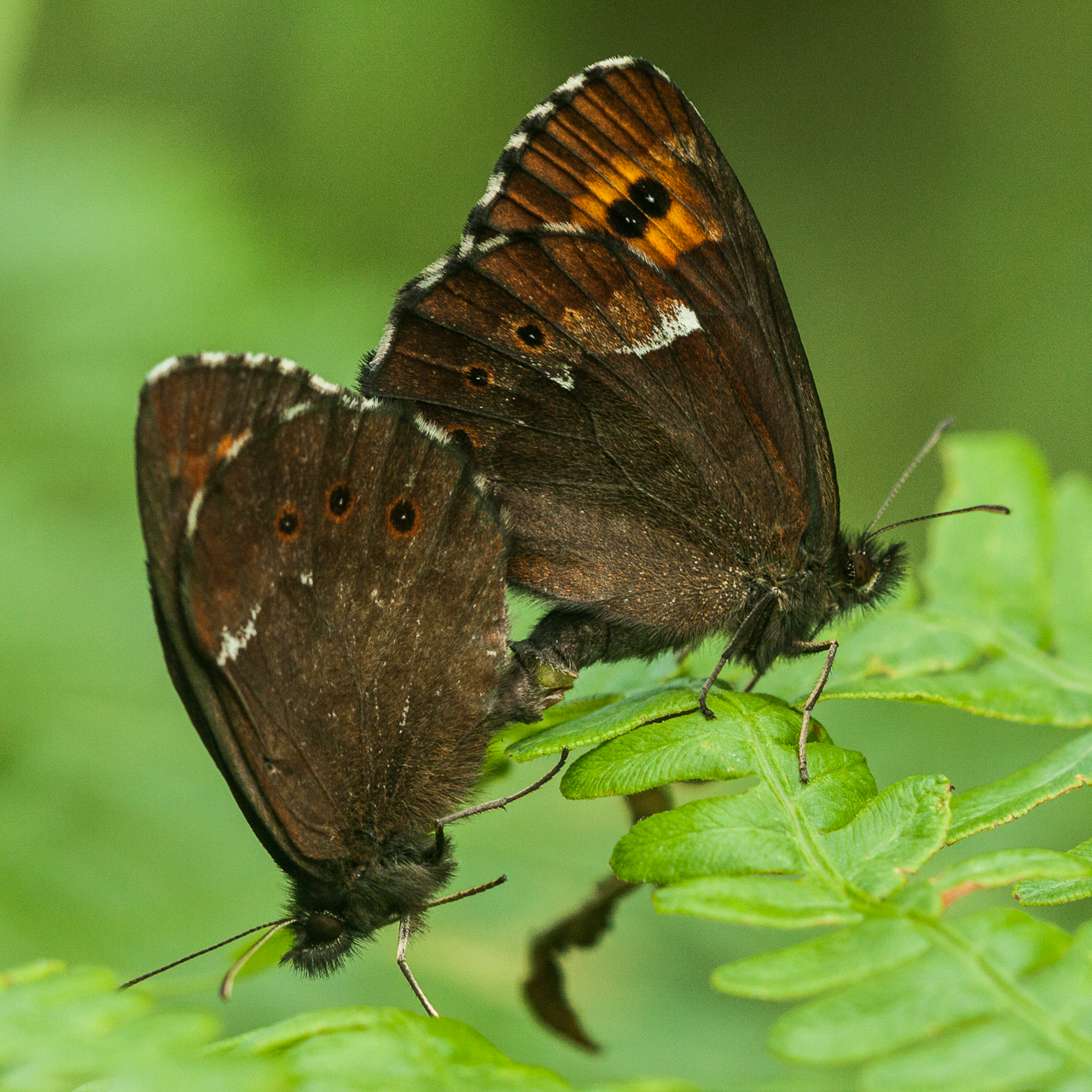
裏：メス（上）、オス（下）

## 生活史

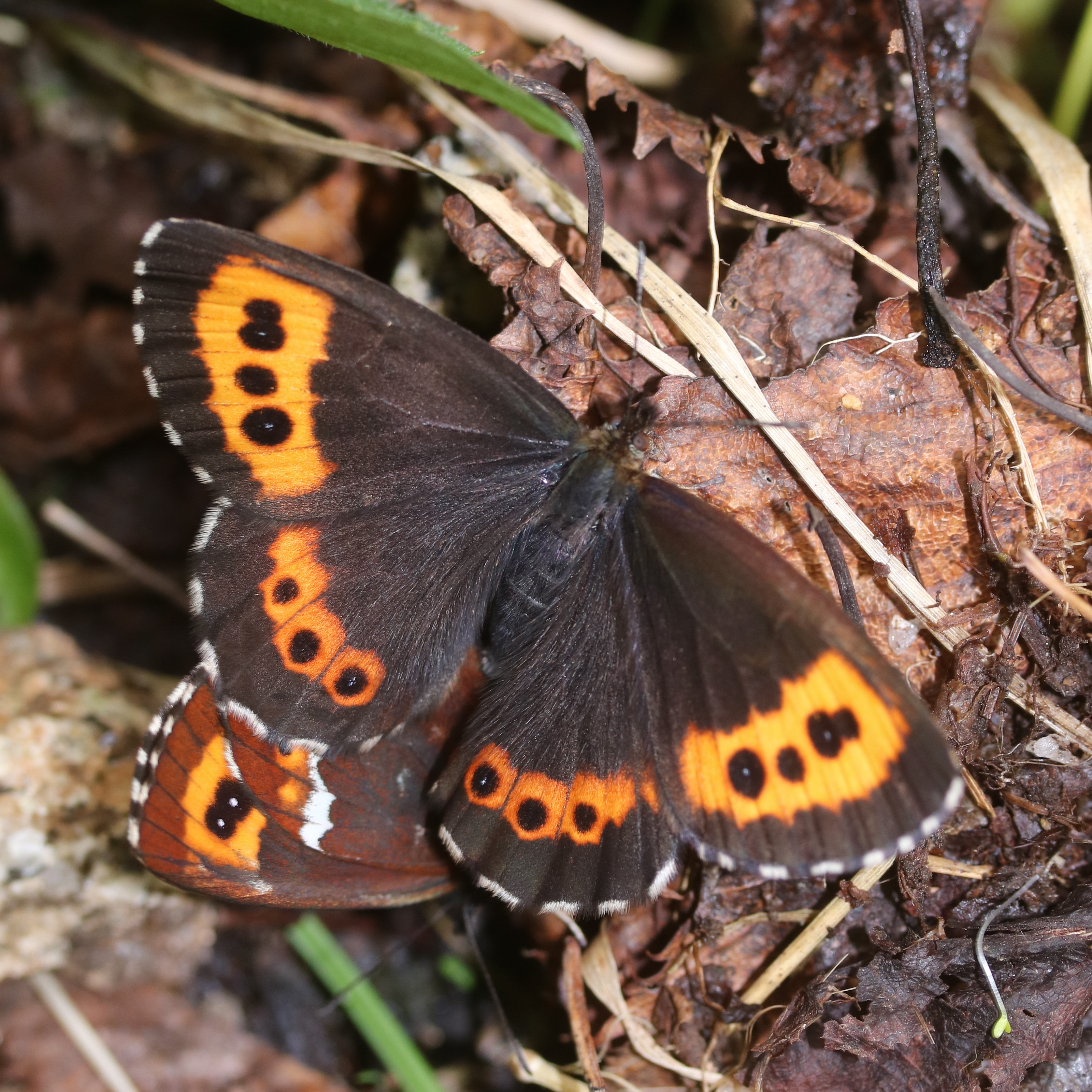
交尾中のクモマベニヒカゲ、7月末

足掛け3年に1回発生する。産卵した年に卵内幼虫、2年目に4齢幼虫で越冬する。3年目に5齢幼虫（終齢幼虫）から、6月に蛹化、7月に羽化。成虫は7-8月に見られ、9月にも見られる。長野県では、6月後半から7月中旬頃まで蛹で、7月中旬頃から8月後半頃まで成虫。ベニヒカゲよりも出現時期が早い。

## 生態

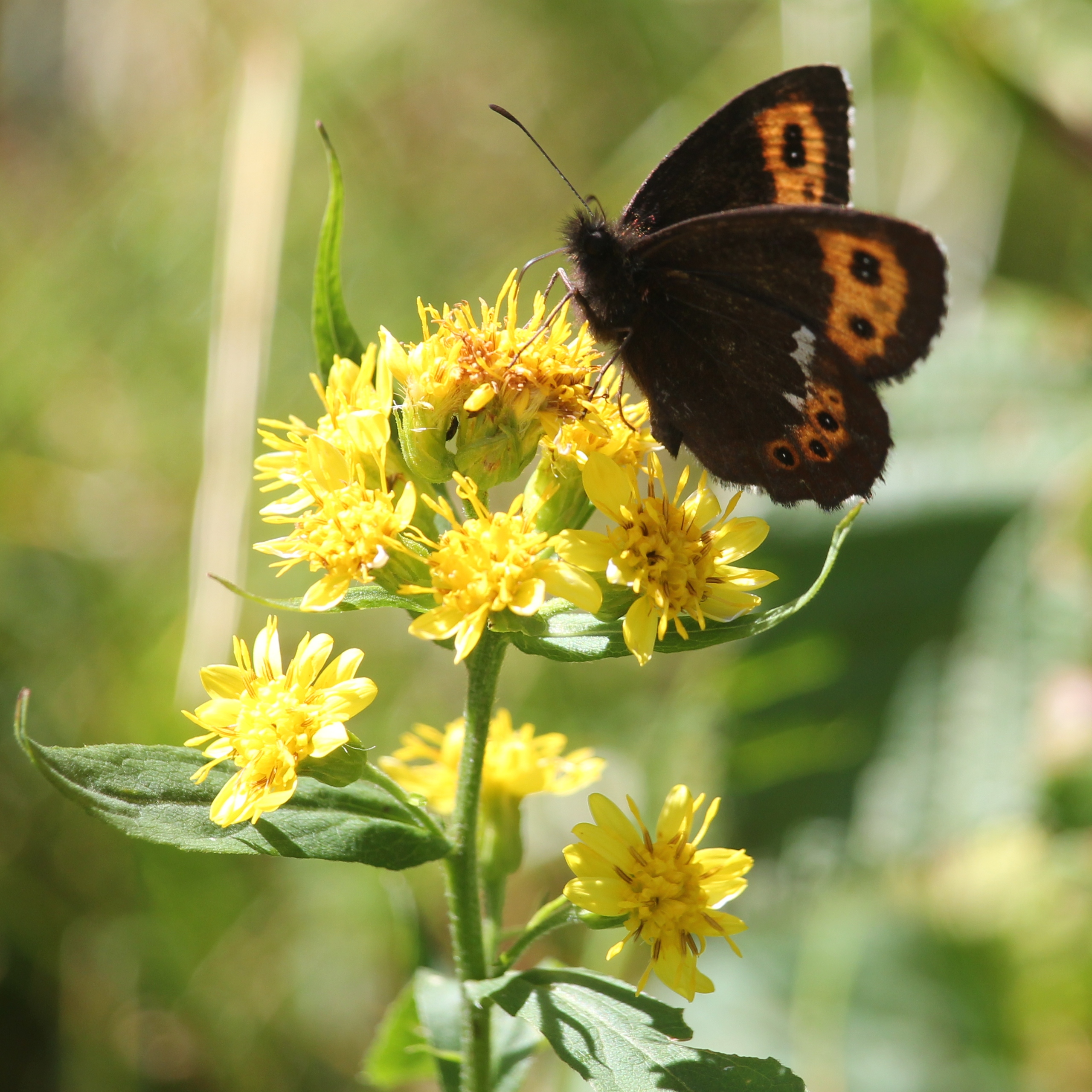
ミヤマアキノキリンソウを吸蜜中のクモマベニヒカゲ

幼虫は主にカヤツリグサ科のカワラスゲ、ミヤマクロスゲ、タニスゲなどを食草とする。イネ科のイワノガリヤス、ヒメノガリヤス、オニノガリヤスなども食草とする
日中に草原上をベニヒカゲよりもやや緩やかに飛翔し、クガイソウ、マルバダケブキなどの各種の花を訪問し吸蜜する。好天時でないと見られない。群れるようには集まらない。交尾飛翔形態は、メスがオスをぶら下げて飛ぶ。

## 日本での分布の変遷
サハリンを含む日本の本州のDNA解析の研究では17のハプロタイプが検出されている。これらの分析から、北海道では大雪山の高標高部と低標高部の2系統に分かれている。本州では飛騨山脈北部、白山、飛騨山脈南部、八ヶ岳、木曽山脈、赤石山脈の5系統の分かれている。飛騨山脈では鹿島槍ヶ岳から烏帽子岳までのエリアで2系統の混在地帯が見られている。白山山系では、飛騨山脈北部と同じハプロタイプが分布している。八ヶ岳の系統は飛騨山脈南部の系統と1塩基差の近縁性が見られる。木曽山脈の系統は赤石山脈の系統と近縁である。
日本での分布の変遷は以下のように推定されている。古い時代の氷期に日本列島に進出した本種の個体群は、その後温暖期に、サハリン、北海道、本州のレフュジアに分断され、それぞれの系統に分化した。後の温暖期に本州では飛騨山脈北部、飛騨山脈南部、赤石山脈・木曽山脈の3系統に分断された。後の氷河期に分布を拡大し、飛騨山脈北部、飛騨山脈南部とその中間の混生地帯を形成した。さらにその後の温暖期に現在の離散分布が形成された。

## クモマベニヒカゲとベニヒカゲとの識別ポイント
クモマベニヒカゲとベニヒカゲとの識別ポイントを下表に示す。
| 識別ポイント                  | クモマベニヒカゲ         | ベニヒカゲ                              |
| ----------------------------- | ------------------------ | --------------------------------------- |
| 表の画像                      |                          |                                         |
| ①前翅の表の橙色帯内の眼状紋数 | 通常4-5個                | 通常3個                                 |
| ②表裏の縁毛                   | 純白色で目立つ           | 目立たない                              |
| 裏の画像                      |                          |                                         |
| ③後翅の裏面の外中央部         | 橙色帯の内部に白帯がある | 橙色帯がなく、 一般に淡色の帯状斑となる |

## 種の保全状況評価
日本では各地で個体数の減少傾向が見られる。環境の変化が少ない場所でも減少してきているが、その理由は明らかではない。クモマベニヒカゲ北海道亜種とクモマベニヒカゲ本州亜種が環境省によるレッドリストで、準絶滅危惧(NT)の指定を受けている。また以下の都道府県でレッドリストの指定を受けている。長野県では、本種が1975年（昭和50年）2月24日に県の天然記念物の指定を受けている。
準絶滅危惧（NT）（環境省レッドリスト）
- 希少種 - 北海道[12]
- 準絶滅危惧 - 新潟県[13]、石川県[14]、岐阜県[8]
- 留意種 - 長野県[15]
- 要注目種 - 静岡県[16]